# Adicella balcanica
Adicella balcanica är en nattsländeart som beskrevs av Lazar Botosaneanu och Gottfried Novak 1965. Adicella balcanica ingår i släktet Adicella och familjen långhornssländor. Inga underarter finns listade i Catalogue of Life.